# Protegé
Ein Protegé (IPA: [pʁoteˈʒeː], anhörenⓘ; von französisch le protégé „der Beschützte“; feminin: la protégée), auch Schützling, Mentee oder Günstling, ist eine unerfahrene – oft junge – Person, die von einer meist älteren Person mit mehr Erfahrung auf einem Gebiet gefördert wird. Im Kontext der politischen Geschichte bezieht sich der Begriff häufig auch auf eine Person mit besonders großer Machtfülle, wie Manuel de Godoy in Spanien oder Grigori Alexandrowitsch Potjomkin in Russland.
Das deutsche Wort „Günstling“ (jemand, der in der Gunst steht, bevorzugt wird) hat einen abwertenden Beiklang, der dem Wort „Protegé“ nicht anhängt. Deshalb wird der Ausdruck meist mit „Schützling“ übersetzt. Synonym werden auch die in ihrer Bedeutung an Adoptiv- oder Pflegekinder erinnernden Begriffe Ziehsohn bzw. Ziehtochter verwendet.
Dem Trend zum Anglizismus in Wirtschaft und Gesellschaft sowie zu geschlechtsneutralen Begriffen folgend, wird der Protegé immer häufiger „Mentee“ genannt (Gegenpart zu: Mentor).
In der Rechtsprechung – und sonst veraltend oder gehoben – ist ein Schutzbefohlener eine Person, die jemandes Schutz oder Obhut anbefohlen, das heißt anvertraut respektive übergeben ist, also betreut und für die gesorgt wird. Ein Schutzbefohlener ist demnach eine anvertraute Person bzw. ein Schützling.